# EMD DDA40X形ディーゼル機関車
EMD DDA40Xは、GM-EMDがユニオン・パシフィック鉄道(UP)向けに製造した電気式ディーゼル機関車である。2組のディーゼルエンジン・発電機と、2組の4動軸台車を持つ。機関の2基合計出力である6600馬力（4,900 kW）は、歴代のディーゼル機関車史上最大級である。1969年6月から1971年9月にかけて47両が製造され、6900 - 6946号機として導入された。

## 概要
ユニオン・パシフィック鉄道が導入した8動軸の2エンジン機関車としては、DD35とDD35Aに次ぐ3形式目にあたる。DDA40Xの最初の1両である#6900は、ユタ州プロモントリー・サミットで開催された最初の大陸横断鉄道の全通100周年祝賀会（ゴールデン・スパイク）に間に合うように製造された。そのため、UPでは本形式を「センテニアル（Centennial、100周年の意）」と呼んだ。
DDA40Xは、それまでに製造されたディーゼル機関車の中でもっとも全長が長く、98フィート5インチ(約30m)もあった。台枠の長さはEMDの工場の製造能力を超えた長さとなったため、ジョン・モア社という外部の会社に製造を委託した。車幅いっぱいの前頭部ボンネットは、カウルユニットタイプのFP45のものである。そのデザインは、今日のフードユニットタイプの全機関車に採用されているカナディアン・コンフォート・キャブに極めて近い。
形式名の「X」は「実験的な」という意味を持ち、次世代機関車の開発に向けた試作的要素も備えていた。落成当初には発電ブレーキの試験に使用されたほか、数々の試験が行われた。本形式で試験がなされたモジュラー式の電子制御装置は、のちのDash 2シリーズで採用されている。中には踏切近くで圧縮空気を使用した警笛を鳴らす等の、失敗に終わった試験もあった。

## 保存車両

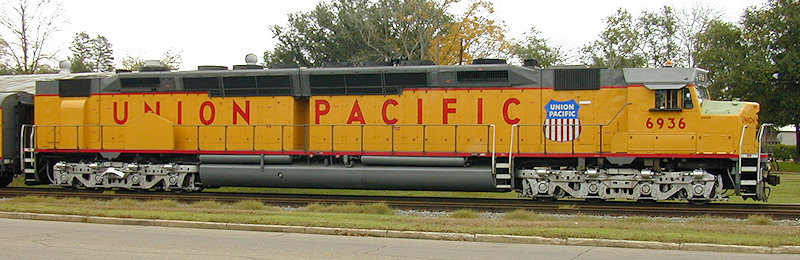
6936号。2000年に踏切事故で損傷する(のち復旧)前日の撮影。

6936号がUPにより動態保存されているほか、12両が静態保存されている。

## 登場作品
•2019年にリリースされた戦略ゲームTrain station2では本形式として登場する。